# Fehérlábú csutakfarkú poszáta
A fehérlábú csutakfarkú poszáta (Urosphena pallidipes) a verébalakúak (Passeriformes) rendjébe, ezen belül a Cettiidae családba és az Urosphena nembe tartozó faj. 11-12 centiméter hosszú. Bhután, India, Kína, Laosz, Mianmar, Nepál, Thaiföld és Vietnám füves, bokros területein él. Kis gerinctelenekkel táplálkozik. Májustól júliusig költ.
A magyar név nincs forrással megerősítve. Korábban a Cettia pallipides fordításaként a fehérlábú berkiposzáta megnevezést használták.

## Alfajai
- U. p. pallidipes (Blanford, 1872) – Himalája, észak-Indiától dél-Kínáig (télen többnyire a délebbi, alacsonyabb vidékeken);
- U. p. laurentei (La Touche, 1921) – közép- és kelet-Mianmar, dél-Kína, északnyugat-Thaiföld, észak- és közép-Laosz, Vietnám;
- U. p. osmastoni (E. J. O. Hartert, 1908) – Andamán-szigetek.

## Fordítás
- Ez a szócikk részben vagy egészben  a   Pale-footed bush warbler című angol Wikipédia-szócikk fordításán alapul.  Az eredeti cikk szerkesztőit annak laptörténete sorolja fel. Ez a jelzés csupán a megfogalmazás eredetét és a szerzői jogokat jelzi, nem szolgál a cikkben szereplő információk forrásmegjelöléseként.